# Sonia Belkind
Sonia Belkind, född 1858, död 1943, var en judisk-palestinsk (ursprungligen rysk) läkare.
Hon var den första kvinnliga läkaren i Palestina.